# Nebelivka, Novoarhanhelsk
Nebelivka (în ucraineană Небелівка) este o comună în raionul Novoarhanhelsk, regiunea Kirovohrad, Ucraina, formată numai din satul de reședință.

## Demografie
Componența lingvistică a comunei Nebelivka
     Ucraineană (92,15%)
     Română (4,21%)
     Rusă (3,51%)
     Alte limbi (0,14%)
Conform recensământului din 2001, majoritatea populației comunei Nebelivka era vorbitoare de ucraineană (92,15%), existând în minoritate și vorbitori de română (4,21%) și rusă (3,51%).